# سوق القطارة
سوق القطارة هو سوق تقليدي يقع في مدينة العين بإمارة أبوظبي، دولة الإمارات العربية المتحدة. ويقع السوق ضمن أحد مواقع التراث العالمي التابعة لمنظمة اليونسكو، في قلب مدينة الواحات العين، التي تُعدّ المركز التراثي النابض للإمارة. يبعد السوق حوالي 90 دقيقة عن مدينة أبوظبي.

## معلومات عامة
يعود تاريخ سوق القطارة إلى منتصف القرن العشرين، وقد أسّسه الشيخ شخبوط بن سلطان آل نهيان، حاكم أبوظبي آنذاك. أُنشئ السوق على طريق تحيط به أشجار النخيل من الجانبين، ليربط بين منطقة القطارة وواحة الجيمي في العين. خضع السوق لاحقًا لعملية ترميم دقيقة، وأُعيد افتتاحه ليستقبل الزوار من جديد، مع المحافظة على طابعه التراثي الأصيل.
يُقام في سوق القطارة "سوق الحرف اليدوية التقليدية" أيام الخميس والجمعة والسبت، خلال الفترة من أكتوبر إلى مايو من كل عام. ويهدف هذا السوق إلى تشجيع العائلات المحلية على المحافظة على التراث الإماراتي وتعزيزه من خلال إنتاج وعرض المشغولات اليدوية التقليدية. يُعتبر السوق وجهة مميزة لشراء التذكارات والهدايا المصنوعة يدويًا.
يتصل السوق بـقلعة القطارة، التي أُعيد تطويرها لتحتضن مركز القطارة للفنون، وهو مبنى تقليدي من الطين مكوَّن من برج ومنزل، شُيّد على تلٍّ يُطل على حدائق النخيل في واحة القطارة. يعكس المركز الطابع المعماري المحلي التقليدي، وقد شهد أعمال ترميم دقيقة للحفاظ على هويته التاريخية.
يهدف مركز القطارة للفنون إلى أن يكون مساحة ثقافية وفنية مفتوحة أمام الجمهور من مختلف الفئات العمرية، حيث يمكن للمجتمع المحلي والسياح التعرف على الفنون والتراث الإماراتي وممارستهما وتطويرهما.
يقدم المركز برامج ثقافية وفنية متنوعة تشمل دروسًا في الحرف اليدوية، الموسيقى، الرسم، الخط العربي، والفخار. ويضم مجموعة من المرافق مثل:
- استوديو جاف للأنشطة الفنية والموسيقية.
- استوديو رطب للرسم والطلاء.
- استوديو لصناعة الفخار مجهز بالكامل.
- غرفة رقمية للتصوير الفوتوغرافي ودروس الكمبيوتر.
- استوديو الخط العربي وصالة عرض ومكتبة ومقهى.

## أنظر ايضا
- العين (مدينة)
- واحة القطارة
- قائمة مواقع التراث العالمي في الإمارات العربية المتحدة